# Hans Reese
Hans Heinrich Reese (* 17. September 1891 in Eiderstede; † 23. Juni 1973 in Madison, Wisconsin, Vereinigte Staaten) war ein deutscher Fußballspieler und Neurologe. Er spielte sowohl im Verein als auch in der Nationalelf als linker Außenverteidiger. Während seiner Sportlerkarriere widmete er sich dem Studium der Medizin und wurde später Professor in den Vereinigten Staaten.

## Sportliche Karriere

### Vereine
Reese gehörte dem in seinem Geburtsort ansässigen Verein von Holstein Kiel an, für den er von 1908 bis 1923 in der vom Norddeutschen Fußball-Verband ausgetragenen Meisterschaft aktiv gewesen ist. Unterlag er in seiner ersten Saison im Seniorenbereich im Halbfinale noch Eintracht Braunschweig mit 1:2, so gewann er in der Folgesaison das mit 7:1 gegen Werder Bremen gewonnene Finale um die Norddeutsche Meisterschaft, sowie auch das am 23. April 1911 mit 6:1 gewonnene gegen Eintracht Braunschweig. Diesen Erfolg wiederholte er mit seiner Mannschaft am 21. April 1912 mit dem 3:2-Sieg – erneut gegen Eintracht Braunschweig. Nachdem er mit der Mannschaft als Sieger des Nordkreises 1922 hervorgegangen war, belegte er in der Endrunde um die norddeutsche Fußballmeisterschaft den zweiten Platz hinter dem Titelverteidiger Hamburger SV. 1923 schloss er die Kreisliga Schleswig-Holstein als Meister ab, im Finale um die Norddeutsche Meisterschaft verlor er mit seinem Verein dem Hamburger SV am 29. April 1923 mit 0:2. Durch die errungenen Titel während seiner Vereinszugehörigkeit bestritt er demzufolge auch die Endrundenspiele um die Deutsche Meisterschaft. Er bestritt insgesamt neun Spiele, wobei er zweimal bis ins Finale vordringen konnte.
Zweimal ging es gegen den Karlsruher FV, wobei das am 15. Mai 1910 ausgetragene mit 0:1 nach Verlängerung verloren wurde, das am 26. Mai 1912 mit 1:0 gewonnen wurde.

### Auswahl-/Nationalmannschaft
Als Spieler der Auswahlmannschaft des Norddeutschen Fußball-Verbandes nahm er am Wettbewerb um den Kronprinzenpokal teil. Nach Siegen im Viertel- und Halbfinale gewann er das am 25. Mai 1911 in Berlin ausgetragene Finale gegen die Auswahlmannschaft des Verbandes Süddeutscher Fußball-Vereine mit 4:2 n. V.
Sein einziges Länderspiel bestritt er am 1. Juli während des vom 29. Juni bis 4. Juli 1912 in Stockholm ausgetragenen olympischen Fußballturniers. Dabei kam er in der Trostrunde beim bis heute höchsten Sieg einer deutschen Nationalmannschaft, dem 16:0-Sieg gegen die Nationalmannschaft Russlands, zum Einsatz.

Reese (sitzend, links) und Mitspieler
der Meistermannschaft von 1912

### Erfolge
- Deutscher Meister 1912
- Kronprinzenpokal-Sieger 1911
- Norddeutscher Meister 1910, 1911, 1912
- Kreismeister Schleswig-Holstein 1923
- Nordkreismeister 1922

## Mediziner und Wissenschaftler
1917 promovierte er an der Christian-Albrechts-Universität zu Kiel zum Doktor der Medizin. 1924 nahm er ein Angebot der University of Wisconsin Medical School in den Vereinigten Staaten an und arbeitete fortan im Bereich der Neuropsychologie, sowohl als Forscher als auch als Dozent. Als Professor erarbeitete er sich schnell einen guten Ruf als ausgezeichneter Neurologe und effektiver und beliebter Lehrer. Er untersuchte lange Zeit die Wirkungen verschiedener Drogen und Krankheiten auf das menschliche Nervensystem. 1940 übernahm er die Leitung der Neuropsychiatrische Abteilung von William F. Lorenz. 1956 teilte er die beiden Bereiche der Psychiatrie und der Neurologie, dessen alleiniger Leiter er bis 1958 blieb. In jenem Jahr, im Alter von 67 Jahren, entschied er sich dann ebenfalls dafür in Pension zu gehen, blieb der Universität allerdings noch bis zu seinem Tod 1973 als wissenschaftlicher Berater und Dozent erhalten.